# Gamun-ui wigi
Gamun-ui wigi (가문의 위기?), noto anche con il titolo internazionale Marrying the Mafia 2: Enemy in Law, è un film del 2005 diretto da Jeong Yong-gi, seguito di Gamun-ui yeonggwang (2002).

## Trama
Il mafioso Jang In-jae crede di avere trovato la ragazza ideale nell'affascinante Kim Jin-kyung, salvo poi scoprire che è una procuratrice che si concentra soprattutto in casi relativi alla mafia.